# Антес, Хильда
Хильда Антес (в замужестве — Петерс) (нем. Hilde Antes (Peters), 12 июня 1929, Зульцбах — 12 января 2016, Саарбрюккен) — саарская легкоатлетка, выступавшая в беге на короткие дистанции и барьерном беге. Участница летних Олимпийских игр 1952 года.

## Биография
Хильда Антес родилась 12 июня 1929 года в немецком городе Зульцбах.
Выступала в легкоатлетических соревнованиях за «Саар-05» из Саарбрюккена.
В 1952 году вошла в состав сборной Саара на летних Олимпийских играх в Хельсинки. В беге на 80 метров с барьерами заняла 4-е место в четвертьфинале, финишировав с рекордом страны 12,0 секунды и уступив 4 десятых попавшей в полуфинал со 2-го места Эдне Маскелл из ЮАС. В эстафете 4х100 метров сборная Саара, за которую также выступали Инге Гласхёрстер, Инге Эккель и Урсель Фингер, заняла последнее, 5-е место в полуфинале, финишировав с рекордом страны 49,22 секунды и уступив 1,9 секунды попавшей в финал со 2-го места сборной Нидерландов.
В 2015 году передала спортивную обувь и рюкзак Немецкому олимпийскому и спортивному музею в Кёльне.
Умерла 12 января 2016 года в Саарбрюккене.

## Личный рекорд
- Бег на 80 метров с барьерами — 12,0 (23 июля 1952, Хельсинки)[1]